# Jesion – puszczański rekordzista
Jesion – puszczański rekordzista – jesion wyniosły o rozmiarach pomnikowych rosnący w Białowieskim Parku Narodowym, jest najpotężniejszym i najbardziej okazałym jesionem Białowieskiego Parku Narodowego i całej Puszczy Białowieskiej, aktualnie drugi najwyższy jesion w Polsce i jedno z najwyższych drzew liściastych w Polsce.
Obwód pnia drzewa na wysokości 130 cm od postawy wynosi 408 centymetrów (2011 r.), wysokość drzewa wynosi 44,8 metrów (pomiar dokonany został dalmierzem laserowym). Podobną wysokość ma w Polsce topola czarna rosnąca na Bielanach w Warszawie (podawana wysokość waha się 43–45 m), jednak w 2007 utraciła wierzchołek.
Tomasz Niechoda szacuje jego wiek na ok. 200-250 lat.
Niechoda przypuszcza, że rozmiary drzewa wynikają z bliskości grupy świerków o wysokości 46-47 metrów.
Pień jesionu jest lekko pochylony w kierunku południowo-zachodnim. Obok rośnie jeszcze jeden jesion o wysokości 41–42 m i obwodzie pnia 408 cm (dane z 2008).